# Camellia fleuryi
Camellia fleuryi är en tvåhjärtbladig växtart som först beskrevs av A. Cheval, och fick sitt nu gällande namn av Joseph Robert Sealy. Camellia fleuryi ingår i släktet Camellia och familjen Theaceae. Inga underarter finns listade i Catalogue of Life.